# Pierre Verdé-Delisle
Philippe-Edmond Pierre Verdé-Delisle (Trie-la-Ville, 16 maggio 1877 – Parigi, 18 luglio 1960) è stato un tennista francese.
Partecipò ai Giochi della II Olimpiade di Parigi nel torneo tennistico di doppio misto con Katie Gillou, dove fu eliminato ai quarti.